# Lista das maiores bilheterias de abertura do cinema
Lista com as maiores bilheterias de abertura do cinema. A "abertura" refere-se ao primeiro final de semana em que o filme entra em cartaz, sendo que nos Estados Unidos esse período é entre a primeira sexta-feira e o primeiro domingo em que o filme é lançado, enquanto no Brasil e em Portugal, em vez da sexta-feira, os lançamentos ocorrem nas quintas-feiras.
O domínio de filmes mais recentes nesta lista deve-se ao fato do aumento constante dos orçamentos de marketing e da exibição em mais salas de cinema destes filmes, um fator que se evidencia mais no Brasil, país que tem registrado recorde após recorde de bilheteria nos últimos anos. Outro fator que contribui é a inflação, que não está sendo levada em conta.

## Maiores aberturas mundiais desde 2002
Esta lista inclui apenas filmes que arrecadaram mais de US$ 200 milhões mundialmente em sua primeira semana. Estão listados apenas filmes posteriores ao ano de 2002.
Esta lista não leva em conta as variações das datas de lançamento de país para país. Entretanto, em alguns casos a semana de abertura inclui todos os países, mas em alguns casos, não. Note que os dois filmes chineses da lista faturaram praticamente só no país de origem.
| #  | Filme                                              | Ano  | Abertura (em dólares) |
| -- | -------------------------------------------------- | ---- | --------------------- |
| 1  | Avengers: Endgame                                  | 2019 | $1,223,641,414        |
| 2  | Avengers: Infinity War                             | 2018 | $640,521,291          |
| 3  | Spider-Man: No Way Home                            | 2021 | $600,506,041          |
| 4  | The Fate of the Furious                            | 2017 | $541,937,239          |
| 5  | Star Wars: The Force Awakens                       | 2015 | $528,966,675          |
| 6  | Jurassic World                                     | 2015 | $525,504,128          |
| 7  | Harry Potter and the Deathly Hallows – Part 2      | 2011 | $483,189,427          |
| 8  | Captain Marvel                                     | 2019 | $456,718,598          |
| 9  | Doctor Strange in the Multiverse of Madness        | 2022 | $452,000,000          |
| 10 | Star Wars: The Last Jedi                           | 2017 | $450,821,889          |
| 11 | Deadpool & Wolverine                               | 2024 | $444,100,000          |
| 12 | Avatar: The Way of Water                           | 2022 | $441,703,887          |
| 13 | Batman v Superman: Dawn of Justice                 | 2016 | $422,507,347          |
| 14 | Detective Chinatown 3                              | 2021 | $398,000,000          |
| 15 | The Battle at Lake Changjin II (Water Gate Bridge) | 2022 | $398,000,000          |
| 16 | Furious 7                                          | 2015 | $397,627,459          |
| 17 | Harry Potter and the Half-Blood Prince             | 2009 | $394,022,354          |
| 18 | The Avengers                                       | 2012 | $392,538,708          |
| 19 | Avengers: Age of Ultron                            | 2015 | $392,471,109          |
| 20 | Jurassic World Dominion                            | 2022 | $386,000,000          |
| 21 | Transformers: Dark of the Moon                     | 2011 | $382,425,000          |
| 22 | Spider-Man 3                                       | 2007 | $381,660,892          |
| 23 | Captain America: Civil War                         | 2016 | $379,539,142          |
| 24 | The Super Mario Bros. Movie                        | 2023 | $377,200,000          |
| 25 | Star Wars: The Rise of Skywalker                   | 2019 | $373,500,000          |
| 26 | Iron Man 3                                         | 2013 | $372,553,677          |
| 27 | Black Panther                                      | 2018 | $371,367,531          |
| 28 | Frozen II                                          | 2019 | $358,200,000          |
| 29 | Beauty and the Beast                               | 2017 | $357,026,593          |
| 30 | Barbie                                             | 2023 | $356,322,044          |
| 31 | Pirates of the Caribbean: On Stranger Tides        | 2011 | $350,653,677          |
| 32 | Pirates of the Caribbean: At World's End           | 2007 | $343,972,864          |
| 33 | The Twilight Saga: Breaking Dawn – Part 2          | 2012 | $340,667,634          |
| 34 | Harry Potter and the Order of the Phoenix          | 2007 | $332,715,157          |
| 35 | Black Panther: Wakanda Forever                     | 2022 | $331,600,000          |
| 36 | Harry Potter and the Deathly Hallows – Part 1      | 2010 | $330,017,372          |
| 37 | Fast X                                             | 2023 | $323,838,710          |
| 38 | Star Wars Episode III – Revenge of the Sith        | 2005 | $303,949,700          |
| 39 | Moana 2                                            | 2024 | $303,500,000          |
| 40 | Transformers: Age of Extinction                    | 2014 | $302,138,390          |
| 41 | Thor: Love and Thunder                             | 2022 | $302,000,000          |
| 42 | Deadpool 2                                         | 2018 | $300,386,357          |
| 43 | Jurassic World: Fallen Kingdom                     | 2018 | $298,924,610          |
| 44 | The Wandering Earth                                | 2019 | $298,110,095          |
| 45 | Spider-Man: Far From Home                          | 2019 | $295,832,417          |
| 46 | Inside Out 2                                       | 2024 | $295,000,000          |
| 47 | The Twilight Saga: Breaking Dawn – Part 1          | 2011 | $291,022,261          |
| 48 | Rogue One: A Star Wars Story                       | 2016 | $290,049,210          |
| 49 | Guardians of the Galaxy Vol. 3                     | 2023 | $282,100,000          |
| 50 | Justice League                                     | 2017 | $278,842,239          |

## Maiores aberturas na América do Norte desde 2002
Esta lista inclui apenas filmes que arrecadaram mais de US$ 100 milhões em seu primeiro final de semana nos cinemas da América do Norte (entre a primeira sexta-feira e o primeiro domingo). Estão listados apenas filmes posteriores ao ano de 2002.
| #  | Filme                                          | Ano  | Abertura (três dias) (em dólares) |
| -- | ---------------------------------------------- | ---- | --------------------------------- |
| 1  | Vingadores: Ultimato                           | 2019 | $ 357 115 007                     |
| 2  | Homem-Aranha: Sem Volta Para Casa              | 2021 | $ 260 138 569                     |
| 3  | Vingadores: Guerra Infinita                    | 2018 | $ 257,698,183                     |
| 4  | Star Wars: O Despertar da Força                | 2015 | $ 247 966 675                     |
| 5  | Star Wars: Os Últimos Jedi                     | 2017 | $ 220 009 584                     |
| 6  | Deadpool & Wolverine                           | 2024 | $ 211 435 291                     |
| 7  | Jurassic World: O Mundo dos Dinossauros        | 2015 | $ 208 806 270                     |
| 8  | Os Vingadores                                  | 2012 | $ 207 438 708                     |
| 9  | Pantera Negra                                  | 2018 | $ 202 003 951                     |
| 10 | O Rei Leão                                     | 2019 | $191 770 759                      |
| 11 | Vingadores: Era de Ultron                      | 2015 | $ 191 271 109                     |
| 12 | Doutor Estranho no Multiverso da Loucura       | 2022 | $ 187 420 998                     |
| 13 | Os Incríveis 2                                 | 2018 | $ 182 687 905                     |
| 14 | Pantera Negra: Wakanda para Sempre             | 2022 | $ 181,339,761                     |
| 15 | Capitão América: Guerra Civil                  | 2016 | $ 179 139 142                     |
| 16 | Star Wars: A Ascensão Skywalker                | 2019 | $177 383 864                      |
| 17 | A Bela e a Fera                                | 2017 | $ 174 750 616                     |
| 18 | Homem de Ferro 3                               | 2013 | $ 174 144 585                     |
| 19 | Harry Potter e as Relíquias da Morte – Parte 2 | 2011 | $ 169 189 427                     |
| 20 | Batman vs Superman: A Origem da Justiça        | 2016 | $ 166 007 347                     |
| 21 | Barbie                                         | 2023 | $ 162 022 044                     |
| 22 | Batman: O Cavaleiro das Trevas Ressurge        | 2012 | $ 160 887 295                     |
| 23 | Batman: O Cavaleiro das Trevas                 | 2008 | $ 158 411 483                     |
| 24 | Jogos Vorazes: Em Chamas                       | 2013 | $ 158 074 286                     |
| 25 | Rogue One: Uma História Star Wars              | 2016 | $ 155 081 681                     |
| 26 | Inside Out 2'                                  | 2024 | $154 201 673                      |
| 27 | Capitã Marvel                                  | 2019 | $ 153 433 423                     |
| 28 | Jogos Vorazes                                  | 2012 | $ 152 535 747                     |
| 29 | Homem-Aranha 3                                 | 2007 | $ 151 116 516                     |
| 30 | Jurassic World: Reino Ameaçado                 | 2018 | $ 148 024 610                     |
| 31 | Velozes & Furiosos 7                           | 2015 | $ 143 623 000                     |
| 32 | Guardiões da Galáxia Vol. 2                    | 2017 | $ 146 510 104                     |
| 33 | Super Mario Bros.: O Filme                     | 2023 | $ 146 361 865                     |
| 34 | Jurassic World - Domínio                       | 2022 | $ 145 075 625                     |
| 35 | Thor: Love and Thunder                         | 2022 | $ 144 165 107                     |
| 36 | A Saga Crepúsculo: Lua Nova                    | 2009 | $ 142 839 137                     |
| 37 | A Saga Crepúsculo: Amanhecer - Parte 2         | 2012 | $ 141 067 634                     |
| 38 | Moana 2                                        | 2024 | $139,787,385                      |
| 39 | A Saga Crepúsculo: Amanhecer - Parte 1         | 2011 | $ 138 122 261                     |
| 40 | Piratas do Caribe 2: O Baú da Morte            | 2006 | $ 135 634 554                     |
| 41 | Procurando Dory                                | 2016 | $ 135 060 273                     |
| 42 | Avatar: O Caminho da Água                      | 2022 | $ 134 100 226                     |
| 43 | Batman                                         | 2022 | $ 134 008 624                     |
| 44 | Esquadrão Suicida                              | 2016 | $ 133 682 248                     |
| 45 | Deadpool                                       | 2016 | $ 132 434 639                     |
| 46 | Frozen II                                      | 2019 | $130 263 358                      |
| 47 | Homem de Ferro 2                               | 2010 | $ 128 122 480                     |
| 48 | Top Gun: Maverick                              | 2022 | $ 126 707 459                     |
| 49 | Deadpool 2                                     | 2018 | $ 125 507 153                     |
| 50 | Harry Potter e as Relíquias da Morte – Parte 1 | 2010 | $ 125 017 372                     |

## Maiores aberturas no Brasil
Esta lista inclui apenas os 40 primeiros maiores fins de semana de estreia nos cinemas do Brasil. Desde março de 2014, os lançamentos nos cinemas brasileiros foram antecipados da sexta-feira para a quinta-feira, depois de uma decisão da Federação Nacional das Empresas Exibidoras Cinematográficas (FENEEC). Como a única das aberturas a seguir que precede essa extensão, A Saga Crepúsculo: Amanhecer - Parte 2 (2012), ainda assim estreou em uma quinta que era feriado nacional, todas as aberturas contabilizam faturamento e público de pelo menos quatro dias (entre a primeira quinta e o primeiro domingo em cartaz). Liga da Justiça é o único filme da lista a ter 5 dias contados para a abertura, enquanto Batman tem 5 dias mais as prévias de terça-feira.
| #  | Filme                                       | Ano  | Dias | Abertura (em reais) | Público   |
| -- | ------------------------------------------- | ---- | ---- | ------------------- | --------- |
| 1  | Vingadores: Ultimato                        | 2019 | 4    | $ 102 335 336       | 5 518 554 |
| 2  | Divertida Mente 2                           | 2024 | 4    | $ 96 620 000        | 4 500 000 |
| 3  | Homem-Aranha: Sem Volta Para Casa[a]        | 2021 | 4    | $ 88 890 000        | 4 420 000 |
| 4  | Barbie                                      | 2023 | 4    | $ 84 970 000        | 4 150 000 |
| 5  | O Rei Leão                                  | 2019 | 4    | $ 68 659 674        | 3 749 556 |
| 6  | Vingadores: Guerra Infinita                 | 2018 | 4    | $ 65 520 396        | 3 710 070 |
| 7  | Doutor Estranho no Multiverso da Loucura[b] | 2022 | 4    | $ 62 672 000        | 2 880 000 |
| 8  | Capitã Marvel                               | 2019 | 4    | $ 51 500 000        | 2 900 000 |
| 9  | Liga da Justiça[c]                          | 2017 | 5    | $ 46 673 079        | 2 685 487 |
| 10 | Moana 2                                     | 2024 | 4    | $45 900 000         | 2 190 000 |
| 11 | Deadpool & Wolverine [d]                    | 2024 | 4    | $45 700 000         | 1 980 000 |
| 12 | Batman[e]                                   | 2022 | 6    | $ 45 050 000        | 2 180 000 |
| 13 | Velozes e Furiosos 10                       | 2023 | 4    | $ 44 500 000        | 1 960 000 |
| 14 | Capitão América: Guerra Civil               | 2016 | 4    | $ 43 775 564        | 2 653 770 |
| 15 | Batman vs Superman: A Origem da Justiça     | 2016 | 4    | $ 40 592 192        | 2 482 678 |
| 16 | Avatar: O Caminho da Água[f]                | 2022 | 4    | $ 40 100 000        | 1 710 000 |
| 17 | Velozes e Furiosos 8                        | 2017 | 4    | $ 38 920 502        | 2 216 401 |
| 18 | Velozes & Furiosos 7                        | 2015 | 4    | $ 38 105 662        | 2 346 321 |
| 19 | Vingadores: Era de Ultron                   | 2015 | 4    | $ 37 900 795        | 2 424 027 |
| 20 | A Saga Crepúsculo: Amanhecer - Parte 2 [g]  | 2012 | 4    | $ 37 400 000        | 3 100 000 |
| 21 | Esquadrão Suicida                           | 2016 | 4    | $ 35 817 170        | 2 111 247 |
| 22 | Frozen 2                                    | 2020 | 4    | $ 35 588 788        | 2 019 491 |
| 23 | Thor: Amor e Trovão[h]                      | 2022 | 4    | $ 35 120 000        | 1 600 000 |
| 24 | A Bela e a Fera                             | 2017 | 4    | $ 34 949 353        | 1 997 601 |
| 25 | Toy Story 4                                 | 2019 | 4    | $ 34 922 602        | 1 951 025 |
| 26 | Star Wars - O Despertar da Força            | 2015 | 4    | $ 33 041 694        | 1 898 846 |
| 27 | Minha Mãe É uma Peça 3                      | 2019 | 4    | $ 31 198 531        | 1 888 617 |
| 28 | Pantera Negra                               | 2018 | 4    | $ 31 010 013        | 1 731 732 |
| 29 | Super Mario Bros. - O Filme[i]              | 2023 | 4    | $ 30 860 000        | 1 420 000 |
| 30 | Coringa                                     | 2019 | 4    | $ 30 141 289        | 1 722 117 |
| 31 | Homem-Aranha: Longe de Casa                 | 2019 | 4    | $ 30 100 081        | 1 665 871 |
| 32 | Guardiões da Galáxia Vol. 3[j]              | 2023 | 4    | $ 30 000 000        | 1 320 111 |
| 33 | Homem-Aranha: De Volta ao Lar               | 2017 | 4    | $ 29 714 059        | 1 726 111 |
| 34 | Pantera Negra: Wakanda Para Sempre[k]       | 2022 | 4    | $ 29 400 000        | 1 340 111 |
| 35 | Aquaman                                     | 2018 | 4    | $ 28 510 935        | 1 602 803 |
| 36 | Thor: Ragnarok                              | 2017 | 4    | $ 26 603 403        | 1 533 160 |
| 37 | Logan                                       | 2017 | 4    | $ 26 506 900        | 1 690 330 |
| 38 | Meu Malvado Favorito 3                      | 2017 | 4    | $ 26 409 739        | 1 578 522 |
| 39 | Nada a Perder: Contra Tudo Por Todos [l]    | 2018 | 4    | $ 25 965 422        | 2 202 831 |
| 40 | Os Incríveis 2                              | 2018 | 4    | $ 25 784 463        | 1 549 012 |

↑a  Apesar do lançamento oficial na quinta-feira, o filme teve diversas prévias na quarta-feira, que se agregadas ao número total de abertura, totalizam R$ 103,7 milhões e 5,17 milhões de espectadores.
↑b  Apesar do lançamento oficial na quinta-feira, o filme teve diversas prévias na quarta-feira, que se agregadas ao número total de abertura, totalizam R$ 75,2 milhões e 3,5 milhões de espectadores.
↑c  Filme foi lançado oficialmente em uma quarta-feira, 15 de novembro, devido ao feriado da Proclamação da República. Contando só o intervalo regular de quinta a domingo, R$ 32.673.079 e 1.881.303 espectadores.
↑d  Apesar do lançamento oficial na quinta-feira, o filme teve diversas prévias na quarta-feira, que se agregadas ao número total de abertura, totalizam R$ 54,53 milhões e 2,4 milhões de espectadores.
↑e Lançamento na Quarta-feira de Cinzas, com prévias na terça-feira de Carnaval. Contando só o intervalo regular de quinta a domingo, R$31,7 milhões e 1,79 milhão de espectadores.
↑f  Apesar do lançamento oficial na quinta-feira, o filme teve diversas prévias na quarta-feira, que se agregadas ao número total de abertura, totalizam R$ 45,55 milhões e 1,96 milhão de espectadores.
↑g  Este filme foi lançado oficialmente em uma quinta-feira devido ao feriado da Proclamação da República, embora na época os lançamentos cinematográficos ainda fossem normalmente na sexta. Considerando os números apenas de sexta-feira a domingo, a bilheteria foi de R$ 25,4 milhões e 2,1 milhões de espectadores.
↑h  Apesar do lançamento oficial na quinta-feira, o filme teve diversas prévias na quarta-feira, que se agregadas ao número total de abertura, totalizam R$ 42,35 milhões e 1,9 milhão de espectadores.
↑i  Apesar do lançamento oficial na quinta-feira, o filme teve diversas prévias na quarta-feira, que se agregadas ao número total de abertura, totalizam R$ 34,55 milhões e 1,6 milhão de espectadores.
↑j  Apesar do lançamento oficial na quinta-feira, o filme teve diversas prévias na quarta-feira, que se agregadas ao número total de abertura, totalizam R$ 33 milhões e 1,47 milhão de espectadores.
↑k  Apesar do lançamento oficial na quinta-feira, o filme teve diversas prévias na quarta-feira, que se agregadas ao número total de abertura, totalizam R$ 35 milhões e 1,64 milhão de espectadores.
↑l  Nada a Perder, produzido por uma subsidiária da Igreja Universal do Reino de Deus, teve relatos de salas vazias com todos os ingressos vendidos, indicando uma discrepância entre o número relatado de espectadores e o público real.